# The Prodigy-diszkográfia
Az elektronikus zenét játszó brit együttes, a  Prodigy (Keith Flint, Maxim Reality, Liam Howlett) 2012 végéig öt nagylemezt, három (illetve öt) középlemezt, huszonegy kislemezt, több válogatás-és remixalbumot, valamint néhány koncertalbumot adott ki (az év végéig az első három nagylemez bővített verzióban és ennek megfelelően jelentősen módosított címmel is megjelent).
Első kiadványuk a What Evil Lurks c. EP volt, első nagyobb sikerük a Charly c. dal (single). Legmagasabbra értékelt, legjelentősebb lemezeik a Music for the Jilted Generation és a The Fat of The Land voltak. 1992. szeptember 28-án megjelent első nagylemezük, az Experience, ami a brit rave történetében szinte azonnali klasszikussá vált.
1994. július 4-én megjelent második nagylemezük, Music for the Jilted Generation címmel. Megjelenése után azonnal első lett az angol albumlistán. 1999-ben jelent meg a The Prodigy's Dirtchamber Sessions Volume One, egy DJ mix album Liam Howlett-től, a British Radio 1-ben játszott zenéit jelentette meg. A negyedik stúdióalbum, az Always Outnumbered, Never Outgunned 2004. augusztus 11-én jelent meg.
 2005-ben megjelent egy válogatás, Their Law: The Singles 1990-2005 címmel. Legutóbbi stúdióalbumuk, az Invaders Must Die 2009. február 20-án a Take Me To The Hospital kiadónál jelent meg, a Cooking Vinyl kiadó közreműködésével.

## Nagylemezek
| Év   | Album                                                                                       |
| ---- | ------------------------------------------------------------------------------------------- |
| 1992 | Experience - Megjelent: 1992. szeptember 28. - Kiadó: XL Recordings                         |
| 1994 | Music for the Jilted Generation - Megjelent: 1994. július 4. - Kiadó: XL Recordings         |
| 1997 | The Fat of the Land - Megjelent: 1997. június 30. - Kiadó: XL Recordings                    |
| 2004 | Always Outnumbered, Never Outgunned - Megjelent: 2004. augusztus 11. - Kiadó: XL Recordings |
| 2009 | Invaders Must Die - Megjelent: 2009. február 18. - Kiadó: Take Me to the Hospital           |
| 2015 | The Day is My Enemy - Megjelent: 2015. március 30. - Kiadó: Take Me to the Hospital         |
| 2018 | No Tourists - Megjelent: 2018. november 2. - Kiadó: Take Me to the Hospital                 |

## Válogatások
| Év   | Album |
| ---- | --- |
| 1997 | The - The Rest, The Unreleased! The Last - Megjelent: 1997. - CD - Nemhivatalos kiadás - csak Oroszországban jelent meg                       |
| 1999 | The Dirtchamber Sessions Volume One - Megjelent: 1999. február 22. - Kiadó: XL - Liam Howlett válogatásalbuma a The Prodigy neve alatt kiadva |
| 2005 | Their Law: The Singles 1990-2005 - Megjelent: 2005. október 17. - Kiadó: XL, Maverick - Megjelent CD és DVD formátumban is.                   |

## Középlemezek (EPs)
| Év   | EP                                                                                            |
| ---- | --------------------------------------------------------------------------------------------- |
| 1991 | What Evil Lurks - Megjelent: 1991. február - Újrakiadva: 2004. szeptember 27. - Kiadó: XL     |
| 1995 | Voodoo People - Megjelent: 1995. november 7. - Kiadó: XL, Mute - Csak az USA-ban lett kiadva. |
| 2009 | Invaders - Megjelent: 2009. november 30. - Kiadó: Take Me to the Hospital                     |

## Kislemezek
| Év   | Cím                              | Album                                             |
| ---- | -------------------------------- | ------------------------------------------------- |
| 1991 | "Charly"                         | Experience                                        |
| 1991 | "Everybody in the Place"         | Experience                                        |
| 1992 | "Fire/Jericho                    | Experience                                        |
| 1992 | "Out of Space"                   | Experience                                        |
| 1993 | "Wind It Up (Rewound)"           | Experience                                        |
| 1993 | "One Love"                       | Music for the Jilted Generation                   |
| 1994 | "No Good (Start the Dance)"      | Music for the Jilted Generation                   |
| 1994 | "Voodoo People"                  | Music for the Jilted Generation                   |
| 1995 | "Poison"                         | Music for the Jilted Generation                   |
| 1996 | "Firestarter"                    | The Fat of the Land                               |
| 1996 | "Breathe"                        | The Fat of the Land                               |
| 1997 | "Smack My Bitch Up"              | The Fat of the Land                               |
| 2002 | "Baby's Got a Temper"            | "Baby's Got a Temper" (EP)                        |
| 2004 | "Girls"                          | Always Outnumbered, Never Outgunned               |
| 2004 | "Hotride"                        | Always Outnumbered, Never Outgunned               |
| 2005 | "Spitfire"                       | Always Outnumbered, Never Outgunned               |
| 2005 | "Voodoo People (Pendulum Remix)" | Their Law: The Singles 1990-2005 (Válogatásalbum) |
| 2008 | "Invaders Must Die"              | Invaders Must Die                                 |
| 2009 | "Omen"                           | Invaders Must Die                                 |
| 2009 | "Warrior's Dance"                | Invaders Must Die                                 |
| 2009 | "Take Me to the Hospital"        | Invaders Must Die                                 |

## Videóklipek
| Év   | Cím                              | Rendező                  |
| ---- | -------------------------------- | ------------------------ |
| 1991 | "Charly"                         | Russell Curtis           |
| 1991 | "Everybody in the Place"         | Russell Curtis           |
| 1992 | "Fire"[I]                        | Russell Curtis           |
| 1992 | "Out of Space"                   | Russell Curtis           |
| 1993 | "Wind It Up (Rewound)"           | Russell Curtis           |
| 1993 | "One Love"                       | Hyperbolic Systems       |
| 1994 | "No Good (Start the Dance)"      | Walter Stern             |
| 1994 | "Voodoo People"                  | Walter Stern             |
| 1995 | "Poison"                         | Walter Stern             |
| 1996 | "Firestarter"                    | Walter Stern             |
| 1996 | "Breathe"                        | Walter Stern             |
| 1997 | "Smack My Bitch Up"              | Jonas Åkerlund           |
| 2002 | "Baby's Got a Temper"            | Traktor                  |
| 2004 | "Girls"                          | Mat Cook és Julian House |
| 2004 | "Hotride"[I]                     | Daniel Levi              |
| 2005 | "Spitfire"                       | Tim Qualtrough           |
| 2005 | "Voodoo People (Pendulum Remix)" | Ron Scalpello            |
| 2008 | "Invaders Must Die"              | Cordelia Plunket         |
| 2009 | "Omen"                           | Paul Dugdale             |
| 2009 | "Warrior's Dance"                | Corin Hardy              |
| 2009 | "Take Me to the Hospital"        | Paul Dugdale             |
| 2010 | "Run With The Wolves"[I]         | Rob Wicksteed            |
| 2015 | "Nasty"                          | Oliver Jones             |
| 2015 | "Wild Frontier"                  | Mascha Halberstad        |
| 2015 | "Ibiza"                          | Roger Sargent            |
| 2015 | "Get Your Fight On"              | Bartleberry Logan        |
| 2018 | "Need Some1"                     | Paco Raterta             |
| 2018 | "Timebomb Zone"                  | Paco Raterta             |

- ↑ I:  Kiadatlan videóklip.

## Egyéb
| Év   | Album                                                                           | Megjegyzés |
| ---- | ------------------------------------------------------------------------------- | --- |
| 1995 | Selected Mixes For the Jilted Generation - Megjelent: 1995 - Kiadó: Awex Tracks | Válogatás a zenekar single kiadványain szereplő remixekből és B-oldal dalokból. Hivatalosan csak Ázsiában (Japán) jelent meg korlátozott példányszámban. A zenekar nem tekinti egyértelműen kalózkiadásnak, de a „discography/specials” menüpont alatt (félhivatalos, bizonytalan kilétű, ismeretlen stb. kiadványok) szerepeltetik. |